# BIV-classificatie
Een BIV-classificatie of BIV-indeling is een indeling die binnen de informatiebeveiliging wordt gehanteerd, waarbij de beschikbaarheid (continuïteit), de integriteit (betrouwbaarheid) en de vertrouwelijkheid (exclusiviteit) van informatie en systemen wordt aangegeven. BIV is het acroniem voor Beschikbaarheid, Integriteit, Vertrouwelijkheid.
CIA triad is het equivalente Engelstalige acroniem. Deze staat voor confidentiality, integrity en availability.
Informatiesystemen, bedrijfsprocessen en gegevens worden, om het beoogde niveau van beveiliging te kunnen vaststellen, in de regel volgens de BIV-indeling geclassificeerd. Een hoog geclassificeerd systeem kent bijvoorbeeld een BIV-klasse van 333, een laag geclassificeerd systeem zou als 111 zijn geclassificeerd. Op basis van deze classificatie worden dan passende maatregelen getroffen.
BIV-classificatie
Beschikbaarheid (Continuïteit)
informatie moet beschikbaar en toegankelijk zijn. Classificatie gaat in op de mogelijke gevolgen als informatie, of een informatie set, niet beschikbaar is.
Integriteit (Betrouwbaarheid)
Het in overeenstemming zijn van informatie met de werkelijkheid (informatie is juist, volledig en actueel). Goed beheer van bevoegdheden en mogelijkheden tot muteren, toevoegen, of vernietigen van gegevens voor een gedefinieerde groep gerechtigden is cruciaal voor de integriteit van informatie. Classificatie gaat in op de mogelijke gevolgen wanneer informatie onjuist, onvolledig is of niet actueel is.
Vertrouwelijkheid (Exclusiviteit)
De bevoegdheden en mogelijkheden om kennis te nemen van informatie voor een gedefinieerde groep gerechtigden. Classificatie gaat in op de mogelijke gevolgen wanneer informatie in handen komt van derden die hiertoe niet zijn geautoriseerd.